# Bechara El-Khoury
Bechara El-Khoury (* 18. März 1957 in Beirut) ist ein libanesisch-französischer Dichter und Komponist. 

## Leben
El-Khoury stammt aus einer großbürgerlich christlichen Familie aus Libanon, die ihn bereits mit jungen Jahren an die Musik heranführte. Schon mit sechzehn Jahren leitete er den Chor der Kirche St. Elie in Antelias. 1979 ging er, wie viele bürgerliche Libanesen in diesem Alter, zum weiteren Studium nach Paris und wurde Meisterschüler von Pierre Petit an der École normale de musique de Paris. 1983 wurden seine Kompositionen zum einhundertsten Geburtstag des libanesischen Dichters Khalil Gibran in Paris aufgeführt und bei Erato wurde ein Album mit seiner Musik herausgegeben, die das Orchestre Colonne unter Pierre Dervaux mit dem Pianisten David Lively eingespielt hatte. 
Unter dem Eindruck des libanesischen Bürgerkriegs, der 1975 ausgebrochen war, komponierte er 1980 bis 1985 eine Libanon-Trilogie: die Orchesterwerke Les ruines de Beyrouth und Le Libanon en flammes sowie das Requiem Aux martyrs libanais de la guerre. Seit 1987 hat El-Khoury auch die französische Staatsbürgerschaft.
2001 wurde er zum Ritter des Ordre National du Cèdre der Libanesischen Republik ernannt.

## Kompositionen (Auswahl bei DNB)
- Aux frontières de nulle part : concerto pour violon et orchestre, op. 62 alle Noten bei: Paris: Editions Max Eschig ; München: G. Ricordi / Otto Junne Musikverlag
- Suite symphonique (1992)
- Sérénade No. 2
- Sérénade No. 1
- Poème symphonique No. 4
- Poème symphonique No. 1
- Poème pour piano et orchestre No. 2
- Poème pour piano et orchestre No. 1
- Poème
- Méditation symphonique
- Image symphonique
- Harmonies crépusculaires
- Le chant d'amour
- Méditation poétique, op. 41
- Concerto pour piano et orchestre, op. 36
- Sinfonie, op. 37
- Requiem
- Poème symphonique No. 3, op. 34
- Ouverture fantaisie, op. 42
- Danse pour orchestre, op. 9

## Aufnahmen (Auswahl)
- Bechara El-Khoury; Dimitri Vassilakis; Hideki Nagano: New York, Tears and Hope / The Rivers Engulfed, Hong Kong : Naxos Digital Services Ltd., 2006
- Bechara El-Khoury; Vladimir Sirenko; Ukraine National Symphony Orchestra: The Ruins of Beirut / Hill of Strangeness., Hong Kong : Naxos Digital Services Ltd., 2004